# 嵩山区
嵩山区（すうざん-く）は中華人民共和国上海市にかつて存在した県。現在の黄浦区の一部に相当する。

## 歴史
1945年（民国34年）に上海県より分割設置された。1956年に廃止され、管轄区域は盧湾区に統合された。